# Amane Seid
Amane Seid (Amane Seid Chewo; * 1985) ist eine äthiopische Marathonläuferin.
2008 wurde sie Fünfte beim Venedig-Marathon. Im Jahr darauf wurde sie Zweite beim Madrid-Marathon und siegte beim Casablanca-Marathon.

## Persönliche Bestzeiten
- Halbmarathon: 1:11:31 h, 6. April 2008, Yangzhou
- Marathon: 2:33:00 h, 26. April 2009, Madrid